# Schefflera ovoidea
Schefflera ovoidea är en araliaväxtart som beskrevs av Elmer Drew Merrill. Schefflera ovoidea ingår i släktet Schefflera och familjen araliaväxter.
Artens utbredningsområde är Filippinerna. Inga underarter finns listade.